# 내 여동생은 한자를 읽을 수 있다
《내 여동생은 한자를 읽을 수 있다(일본어: 僕の妹は漢字が読める 보쿠노이모토와칸지가요메루[*])》는 카지이 타카시(かじいたかし)의 일본 라이트 노벨 작품이다. 삽화는 미나무라 하루키(皆村春樹)가 담당했다. 2011년 7월에 HJ 문고(호비 재팬)에서 발표되었다.
이 작품은 2010년의 제5회 노벨 재팬 대상(현 HJ 문고 대상)에서 은상을 수상한 작품인 《여동생은 한자를 읽을 수 있다(일본어: 妹は漢字が読める)》에서 그 제목을 바꾼 것이다.
또한, 호비 재팬이 2011년 12월에 개설한 웹 만화 연재 사이트인 코믹 단간(コミック・ダンガン)에서 만화화된 작품이 연재되었다. 작화는 히츠지 하코(日辻ハコ)가 담당했다.

## 무대와 설정
모에 문화가 만연하게 되어 한자가 쓰이지 않게 된 2202년의 일본과, 모에 문화가 널리 알려지기 이전인 201X년의 일본을 무대로 한다.
히라가나와 가타카나로 쓰인 모에 소설 작품인 《오빠의 아기를 낳고 싶어》, 일명 《오빠아기》가 2060년에 발표되어, 일본 문화의 대부분에 영향을 미친다. 그 결과, '언어혁명'을 거쳐 21세기 후반까지 한자의 사용이 사라지고, 23세기의 일본에는 모에 문화가 만연하게 된다. 여기서는 '모에'를 주제로 한 문학이 '정통파 문학'이라 불리는 것이 익숙하고, 한자를 사용하는 이전의 일본어는 '근대문학'이라 불리며 보통의 일본인은 이를 읽지 못한다.
1권의 서두에서, 이 작품은 주인공인 이모세 긴이 23세기에 쓴 소설인 《한자를 읽는 여동생》을 21세기에 맞추어 의역한 것이라고 기술되어 있다. 본문은 기본적으로 긴의 시점에서 기술되어 있다.
또한, 23세기의 지명과 인명은 가타카나로 표기되고 있는데, 이는 한자의 사용이 끝나는 21세기 후반에 루비 문자로 한자에 가타카나를 단 것의 영향이다. 하지만 문어체는 21세기와 23세기가 큰 차이가 없어, 양 시대 사람들은 서로 말이 통한다. 또한 작중에서 38세기에는 일본어가 변화하여 기호와 숫자로 표기하게 되고, 23세기에서의 '정통파 문학'와 '근대문학'은 모두 '고대문학'으로 다뤄지게 된다고도 비추어진다.

## 줄거리
2202년, 작가를 목표로 하는 고등학생 이모세 긴은 여동생 쿠로하와 함께 대작가인 오오다이라 가이의 거처로 행한다. 10세쯤의 여동생 등장인물을 사랑하는 가이는 긴과의 만남에서 긴의 10살짜리 막내 여동생 미루의 존재를 알게 되자 그녀를 만나고 싶어한다. 그 후, 긴은 두 여동생을 데리고 다시 가이의 거처를 방문하는데, 긴과 두 여동생, 그리고 가이가 갑자기 시간 이동을 하게 된다.
시간 이동으로 도착한 곳은 《오빠아기》가 출간되기 이전인 201X년이었다. 그곳에서 긴은 《오빠아기》의 여주인공인 타이테이 호뮤라를 꼭 닮은 소녀인 미로쿠인 유즈를 만나게 된다. 긴과 쿠로하는 유즈의 오빠의 소원을 돕기 위해, 그 시대의 고등학교에 다니기 시작한다. 그리고 유즈는 오빠의 유지를 잇기 위해 《오빠정말마니아》를 집필한다. 하지만 긴 일행은 원래의 시대로의 시간 이동을 하게 된다.
하지만, 돌아오게 된 일본은 모에 문화가 만연하지도, 한자가 쓰이지 않게 되지도 않는 세계가 되어있었고, 그곳에는 《오빠아기》 대신, 《오빠아기》를 썼어야 할 크로나 그라가 쓴, 《성진》이라는 제목으로 한자가 사용되고 모에의 요소는 일절 등장하지 않는 책이 있었다.
긴 일행은 23세기에서 다시 21세기로 시간 이동을 해, 그곳에서 시간 이동의 원인을 제공한 초마바야시 메구리 박사를 만난다. 메구리가 말하길, 역사를 바뀌게 한 것은 23세기의 문학을 좋게 생각하지 않는 그녀의 오빠인 사다메였다. 그는 《오빠아기》의 토대가 된 《오빠정말마니아》를 훔쳐서 역사를 바꿨다. 가이는 역사를 원래대로 되돌리는 것을 반대하는 사다메에게, 《오빠정말마니아》와 사다메가 쓴 《21세기》를 같은 장소에 남기고, 그라의 선택에 미래를 맡기자고 제안한다.
그라는 《오빠아기》를 쓰고, 세계는 원래의 23세기로 거의 돌아오지만, 그라에게서 편집자의 손으로 넘어간 《21세기》도 출판되어, 일본 문화에 미친 영향은 줄어들었다. 이로 인해 옛 문화를 유지한 '문화특구'가 탄생하게 된다.

## 등장인물
이모세 긴(イモセ・ギン)
17세의 고등학교 2학년인 이 작품의 주인공. 초등학생일 때 《오빠아기》를 읽고, 거기서 영향을 받아 작가를 목표로 하게 되었으나, 긴의 문장은 기호를 많이 사용하여 대부분의 사람들에게 이해를 받지 못한다. 태어난 직후 이모세 가에 입양되어 현재의 부모의 양자로 들어갔다. 이 때문에 양부모의 자식인 여동생 쿠로하와 미루와는 혈연 관계가 없다. 일찍이 자신의 양부모와 의붓여동생과 혈연 관계가 없다는 것에 소외감을 느꼈으나, 오빠와 여동생 간의 사랑을 그린 《오빠아기》를 읽음으로써 이를 이겨냈다. 첫사랑의 상대는 《오빠아기》의 여주인공인 호뮤라지만, 실재하지 않기 때문에 단념하고 있다. 두 여동생과는 달리, 한자를 읽을 수 없다. 인간인 친아버지와 애니메이션 등장인물과의 사이에서 태어난 '2.5차원 세대'이다.
이모세 쿠로하(イモセ・クロハ)
16세의 고등학교 1학년인 긴의 의붓여동생. 츤데레 기질이 있다. 일찍이 우연히 자신이 친자식이 아니라는 것을 알게 된 의붓오빠인 긴을 신경써오기 시작하여, 현재의 긴에게 좋아하는 마음을 가지고 있다. 언어학자와 번역가를 다수 배출해온 이모세 가의 핏줄을 이어받아, 한자를 읽을 수 있다. 《문예소녀》에 투고해 게재된 《만엽집》의 번역문이 문화특구의 자산가의 눈에 들어, 이를 시작으로 고전 번역가가 된다. 원래 친구가 없었지만, 번역가가 되었다는 것이 학교에서 화두가 되어, 비슷한 취미를 가진 여학생들과 친구가 된다.
이모세 미루(イモセ・ミル)
10세의 초등학교 4학년인, 긴과 쿠로하의 여동생. 2192년 4월 9일생으로 혈액형은 AB형, 신장은 135cm이다. 고양이귀 모자를 쓰고 다닌다. 좋아하는 것은 마시멜로. 10세이지만 여러 한자를 알고 있다. 또한 그림에도 재능이 있어, 이후 가이의 작품에서 삽화를 담당하게 된다. 긴은 자신이 의붓오빠라는 것을 미루에게 숨기려 하지만, 미루는 이를 눈치채고 있다.
오오다리아 가이(オオダイラ・ガイ)
일본의 '정통파 문학'을 대표하는, 2132년생의 70세인 작가. 도쿄도의 네리마 역 인근에 거주한다. '10살의 의붓여동생'을 특히 사랑해, 자신의 저작에서 여주인공은 전부 10세의 의붓여동생이나, 주인공의 연령은 가이 자신과 같게 해, 현재 쓰고 있는 작품의 주인공은 70세이다. 데뷔한 지 50년이 된 베테랑으로, 친여동생을 다룬 작품을 쓰는 작가인 하루카 하루카(ハルカ・ハルカ), 일명 '친남매의 하루카'와 대비해 '의남매의 오오다이라'라 불린다. 근대문학을 읽기 위해 공부하여, 한자를 읽고 쓸 수 있다. 시간 이동을 하면서 10살의 금발 트윈테일 미소녀로 변신하여, 이후에는 자유롭게 미소녀로 변신할 수 있게 된다.
미로쿠인 유즈(弥勒院柚)
긴 일행이 시간 이동을 한 곳인 201X년의 오쿠타마(奥多摩)에 거주하는 소녀. 사립 하쿠메이 학원 1학년 3반으로 16세의 고등학교 1학년이며, 외모는 《오빠아기》의 호뮤라를 닮았다. 부모는 당분간 해외에 체류하고 있기에, 미로쿠인 가의 저택에서 혼자서 살고 있다. 태어난 직후 자산가인 미로쿠인 가에 입양되었다. 시설에서 버려져 출신은 불명이지만, 순수 일본인은 아니다. 처음에는 양어머니가 입양에 반대했으며, 자라면서 양아버지 또한 유즈에게 차갑게 대하게 되어, 모에를 좋아하는 의붓오빠만을 가족으로 대하고 있다. 하지만 3개월 전 오빠가 병사하면서, '모에 문화를 널리 퍼뜨려라'라는 그의 유지를 잇겠다고 생각해, 《오빠정말마니아》를 집필한다. 긴에 대해서 좋아하는 마음을 가지고 있다.
이모세 쿠로카(妹背久路佳)
하쿠메이 학원에 다니는 소녀. 문예부의 부장이다. 댕기머리를 하고 안경을 쓰고 있다. 오락적인 소설은 싫어하며, 문학성이 높은 작품을 좋아한다.
초마바야시 메구리(チョウマバヤシ・メグリ)
가이의 친구인 천재 발명가. 16세의 소녀로, 몸집이 작으며 트윈테일을 하고 있다. 시간 이동의 원인이 되는 특수 마시멜로를 발명했다. 도쿄도 간다구에 연구소를 두고, 타카라토미와 반다이 등의 전통 완구 업체들에게서 후원을 받고 있다.
마코토 아마네코(眞琴周子)
수정된 세계에서의 긴의 친여동생. 문화특구 출신이지만, 보수적인 문화특구를 싫어해 외국의 문화를 간단히 사용하는 것뿐인 일본에 비판적이며, 외국에서 들어온 한자와 이를 기반으로 하는 히라가나, 가타카나도 사용하지 말아야 한다고 생각해, '새로운 말을 만드는 모임'에 가입해 있다. 친오빠인 긴에 대해서 좋아하는 마음을 가지고 있으며, 기호를 많이 사용한 긴의 독특한 문체와 작품을 마음에 들어한다.
초마바야시 사다메(チョウマバヤシ・サダメ)
메구리의 오빠. 조상인 토지 토라히코를 숭배해, 작가를 목표로 하고 있다. 토라히코의 유작인 《21세기》를 자신의 손으로 완성하겠다는 목표를 가진다. 자신과 다른 생각에는 관용을 가지지 않는 성격으로, 소위 '정통파 문학'을 꺼리고 있다. 잠버릇 때문에 머리가 뻗쳐 있다. 수정된 세계에서는 문화특구에 거주한다.
초마바야시 나오타로(蝶間林直太郎)
헤이세이 시대의 모에 소설 작가. 필명은 마루타(丸太). 메구리와 사다메의 조상. 단발의 마른 남자.
사이토 마사오(サイトウ・マサオ)
나오타로의 친구. 신장이 2m 가까이 되는 거구. 소설으로 신인상에 응모하고 있는 자칭 작가로, 현재는 작가 어시스턴트. 오토메 계열의 간단한 작품을 좋아해, 여성향의 소설을 쓰고 있다.
긴의 친아버지
의사. 소위 무녀 모에에 빠져, 작중 배경인 2202년에서 약 20년 전에 컬트적인 인기를 끈 무녀 애니메이션 《샤머닉 아크엔젤(みこってあーくえんじぇる)》 2기에 등장하는 무녀 여주인공인 미카엘짱(みかえるちゃん)과 결혼해, 그녀와의 사이에서 긴이 태어난다. 그러나 이후 미카엘짱과 이혼하고, 긴의 대리모였던 여성과 연애결혼한다. 긴이 태어난 직후 사고가 발생해, 의사 면허를 박탈당하고, 큰 빚을 지게 된다. 이를 즈음해 긴이 제대로 자랐으면 하는 바람에 긴을 입양시킨다. 문화특구가 생기기 이전의 세계에서는 사망했으나, 수정된 세계에서는 죽으려 하기 직전에 진짜 무녀를 보기 위해 문화특구로 가서, 그곳에서 특구의 권위자였던 노인을 구해, 그의 주치의로 고용된다. 이후 부인과의 사이에서 아마네코가 태어난다.

## 용어

### 문학 관련
크로나 그라(クロナ・グラ)
《오빠아기》 또는 《성진》의 저자. 원래 도쿄 도심에 거주했으나, 슬럼프에 빠져 오쿠타마로 이사했다. 필명의 유래는 노르드 신화의 '라그나로크'를 거꾸로 읽은 것이다.
《오빠의 아기를 낳고 싶어(おにいちゃんのあかちゃんうみたい)》
크로나 그라의 저작. 일명 《오빠아기(おにあか)》. 2060년에 발표되었다. '모에'의 흐름을 끌어올렸다는 의미가 있는 작품으로, 종래의 소설보다 히라가나와 가타카나를 많이 사용하며, 후세에 막대한 영향을 미쳤다. 여주인공은 주인공의 16세 의붓여동생인 타이테이 호뮤라(タイテイ・ホミュラ)로, 23세기의 최고 문학상인 '호뮤라상'의 이름이 여기서 유래했다. 호뮤라의 외모는 유즈를 닮았으며, 모델이 된 사람이 있다고도 전해진다. 또한 설정이 《오빠정말마니아》와 비슷해, 쿠로하는 이것이 《오빠정말마니아》를 참고했으며 호뮤라의 모델이 유즈라고 추측한다.
《성진(星辰)》
긴 일행이 시간 이동에서 돌아온 후의 세계에서의 크로나 그라의 저작. '모에'의 묘사와 히라가나, 가타카나를 많이 사용한 것을 찾아볼 수 없다.
《오빠정말마니아(あにマジまにあ)》
유즈의 저작. 의붓여동생을 다룬 소설이다. 유즈는 쿠로하가 긴에 대해 생각한 것을 참고로 해 이를 쓴다. 설정은 《오빠아기》와 일맥상통한다. 제목은 긴의 제안으로, 일본어로 읽으면 회문이 된다.
토지 토라히코(冬耳虎彦)
메이지 시대부터 다이쇼 시대까지 활동한 소설가. 본명은 초마바야시 코조로, 메구리와 사다메의 조상이다. 유작인 《21세기》를 미완성으로 남기고 세상을 떴다.
《21세기(二十一世紀)》
토지 토라히코의 유작. 쓰여진 시대에서 100년 후의 세계를 그린 공상 소설이다. 20세기 초에 쓰여져, 미완인 채로 다이쇼 시대에 출간되었다. 수정된 세계에서는 사다메가 완성한 작품을 그라가 보게 되고, 그의 손으로 편집자에게 넘어가 저자 불명의 작품으로 출간되었다.
《문예소녀(ぶんげいっこ)》
23세기에 발행되고 있는 문예지. 2167년 창간. 호게 재팬(ホゲージャパン) 사에서 발행되고 있다. 처음에는 소설이 9할을 점했으나, 이후 문학을 중심에 둔 종합 문화지가 되었다.

### 그 외
언어혁명(言語革命)
일본의 인구 감소에 따라 일본 정부에서 외국인 노동력 유치를 위해, 외국인도 일본어를 이해하기 쉽도록 21세기 말 한자를 폐지하고 복잡한 문법을 줄인 '현대문'을 도입한 것. 그 결과, 일본으로의 외국인 이주자가 급증했다. 《오빠아기》에서 시작된 작품들이 일본어에 영향을 미친 것이 언어혁명의 간접적 원인이기도 하다.
2.5차원 세대(2.5じげんこ)
현실의 사람과 애니메이션 등장인물 사이에서 태어난 아이들. 23세기에는 사람과 애니메이션 등장인물이 결혼하는 것도, 아이를 갖는 것도 가능하다. 2.5차원 세대는 소수이며 일찍이 이에 대한 차별이 존재하여, 작중의 시간에서도 싫어하는 사람들이 남아 있으며, 2.5차원 세대에 대해 공개적으로 말하지 않는 사람도 있다. 실제로는 인공수정을 통해 사람과 사람 사이에서 태어난 아이로, 출산을 한 대리모에게는 남성 측에서 생애에 걸쳐 폭넓은 보장을 제공한다. 일반적으로 남성 측에서 대리모를 만나는 경우는 없으나, 희망하면 만날 수 있다.
문화특구(文化特区)
옛 일본의 문화를 보존하기 위해 도쿄도 아리아케에 설립된 행정 구역.
새로운 말을 만드는 모임(ことばをつくる会)
새로운 일본어를 만들기 위해 활동하는 인터넷상의 공동체.